# Altier
Altier ist eine französische Gemeinde mit 216 Einwohnern (Stand 1. Januar 2022) im Département Lozère in der Region Okzitanien.

## Geografie
Die Gemeinde Altier liegt auf ca. 730 Metern Höhe (Rathaus) im südlichen Zentralmassiv in der Region Cevennen; der höchste Berg der Cevennen, der Mont Lozère, liegt etwa 20 Kilometer südwestlich von Altier. Altier liegt im Tal des gleichnamigen Flusses Altier, der vom Mont Lozère über den Lac de Villefort in den Chassezac und weiter in die Ardèche fließt.

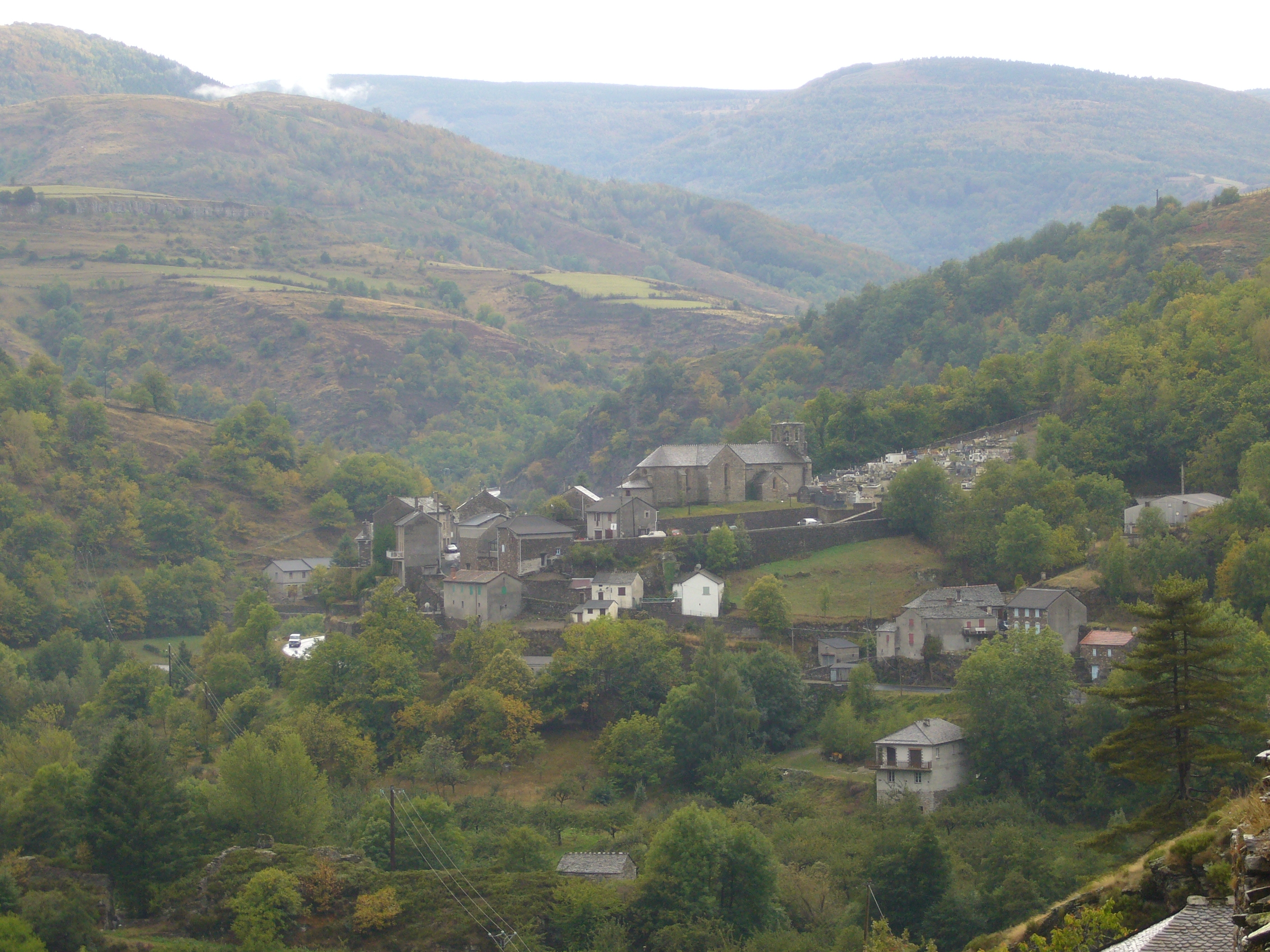
Altier im Tal des gleichnamigen Flusses
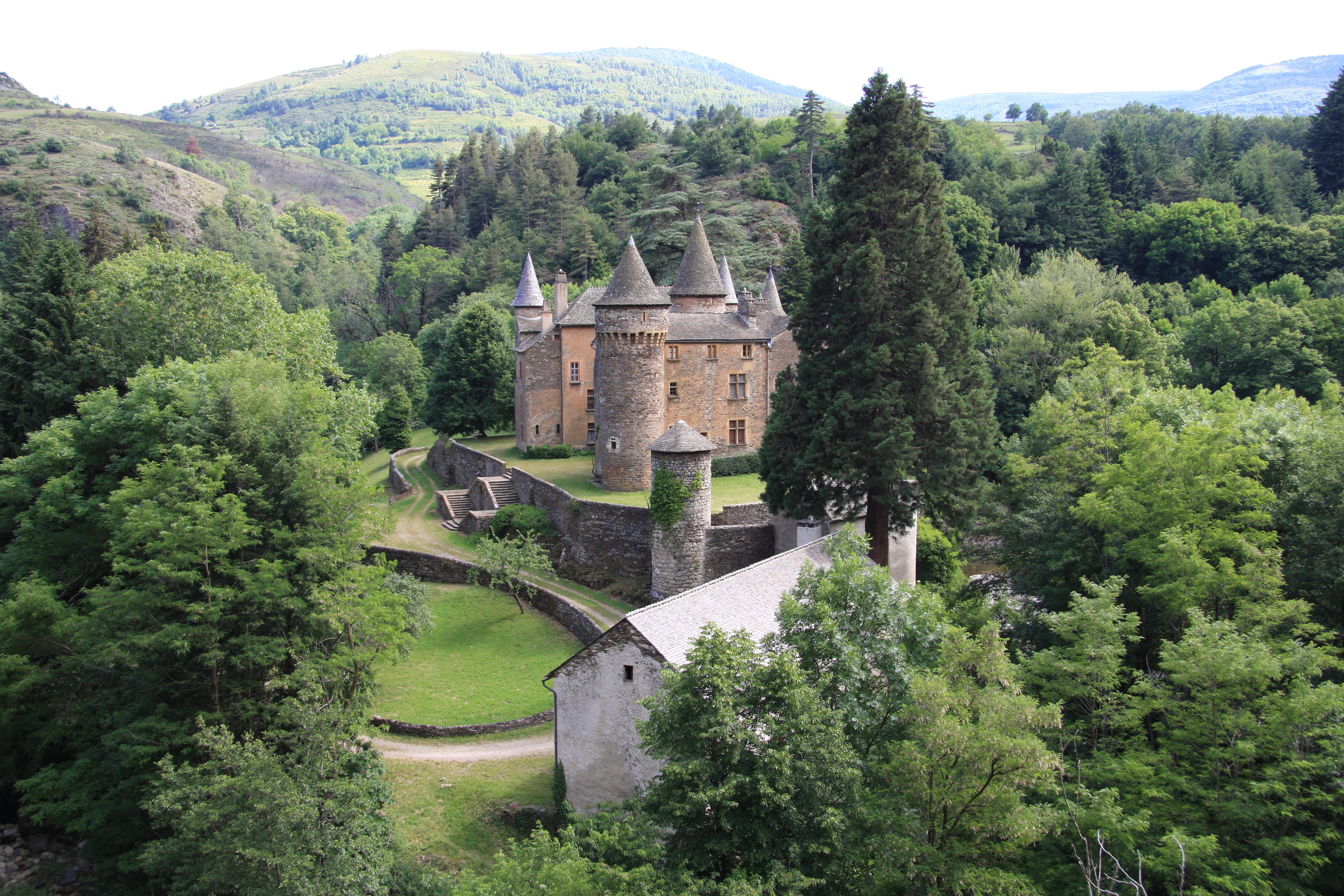
Château du Champ bei Altier

## Bevölkerungsentwicklung
| Jahr      | 1962 | 1968 | 1975 | 1982 | 1990 | 1999 | 2010 | 2018 |
| Einwohner | 461  | 360  | 276  | 246  | 243  | 207  | 207  | 207  |